# ميمي ودل
ميمي ودل (بالإنجليزية: Mimi Weddell)‏ هي عارضة وممثلة أمريكية، ولدت في 15 فبراير 1915 بويليستون في الولايات المتحدة، وتوفيت في 24 سبتمبر 2009 بمانهاتن في الولايات المتحدة.

## وصلات خارجية
- ميمي ودل على موقع IMDb (الإنجليزية)
- ميمي ودل على موقع ألو سيني (الفرنسية)
- ميمي ودل على موقع أول موفي (الإنجليزية)
- ميمي ودل على موقع قاعدة بيانات الفيلم (الإنجليزية)
- ميمي ودل على موقع كينوبويسك (الروسية)